# Kiss Me Again - Chup hai dai tha nai nae ching
Kiss Me Again - Chup hai dai tha nai nae ching (Kiss Me Again จูบให้ได้ถ้านายแน่จริง; titolo internazionale Kiss Me Again) è una serie televisiva thailandese, prequel di Kiss: The Series - Rak tong chup, andata in onda dal 22 aprile al 22 luglio 2018 su GMM 25, oltre che su Line TV e YouTube.
È basata su quattro graphic novel di Hideko_Sunshine, ognuna focalizzata su di una coppia: Violet Kiss, Red Kiss, Peach Kiss e Blue Kiss.

## Trama
La trama, ambientata prima di "Kiss: The Series - Rak tong chup", si concentra su Sansuay, Sanson e Sanwan, le tre sorelle minori delle protagoniste della serie originale, Sanrak e Sandee (che in questa serie sono solo amiche dei futuri compagni Tada e Na), oltre che a raccontare le origini della storia tra Kao e Pete.
Sansuay ha lasciato So perché stanca di lui, ma per motivi di lavoro continuano ad incontrarsi. Nonostante abbia già una nuova ragazza, So cerca di passare più tempo possibile con l'ex fidanzata, scatenando le ire di quest'ultima.
Sanson e Mat sono amici d'infanzia; quando la madre di lui cerca di capire se il figlio sia gay, sarà proprio Sanson a cercare di scoprirlo in maniera pressante.
Obbligati dai rispettivi genitori, Sanwan e R devono fingere di essere fidanzati, anche se entrambi, almeno inizialmente, non sono felici della situazione.
Quando Pete accidentalmente bacia Kao, tra i due scatta un'enorme tensione, che li porta a litigare costantemente nonostante siano nello stesso gruppo di amici.

## Personaggi e interpreti

### Principali
- So, interpretato da Pirapat Watthanasetsiri "Earth".
- Sansuay, interpretata da Jintanutda Lummakanon "Pango".
- Mat, interpretato da Tanutchai Wijitwongthong "Mond".
- Sanson, interpretata da Kanyawee Songmuang "Thanaerng".
- R, interpretato da Chutavuth Pattarakampol "March".
- Sanwan, interpretata da Sananthachat Thanapatpisal "Fon".
- Pete, interpretato da Tawan Vihokratana "Tay".
- Kao, interpretato da Thitipoom Techaapaikhun "New".

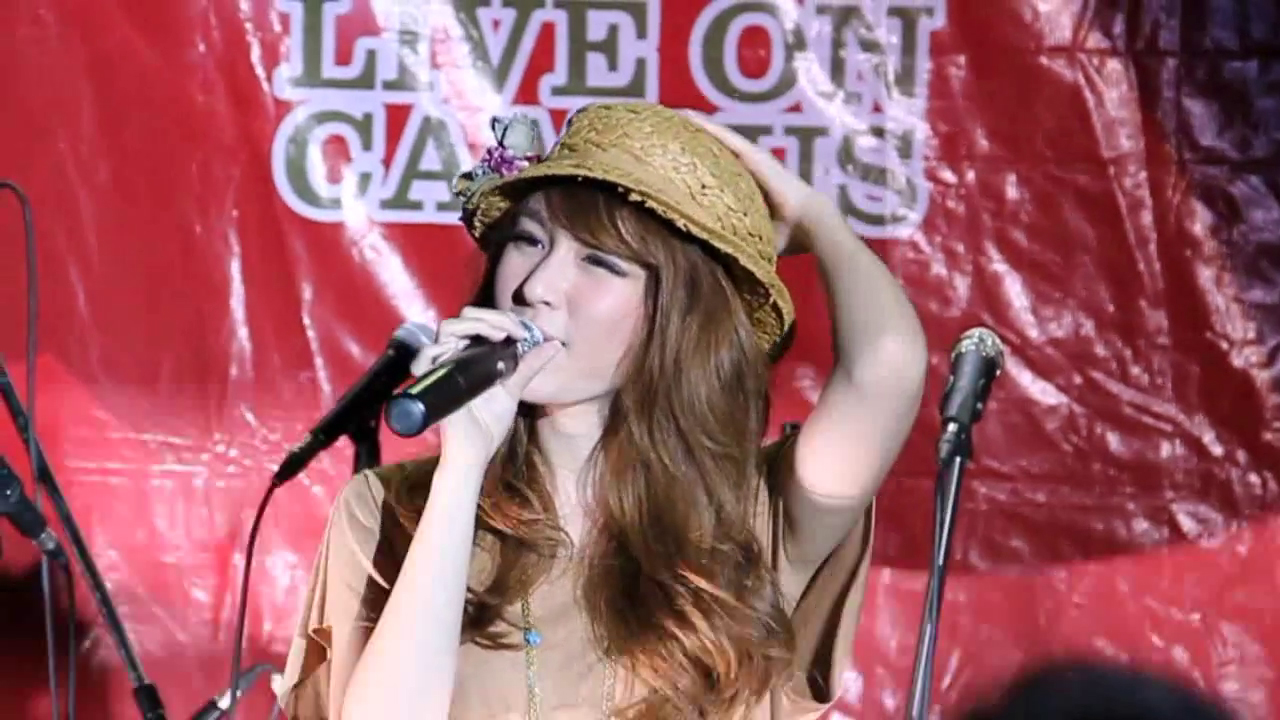
Pango
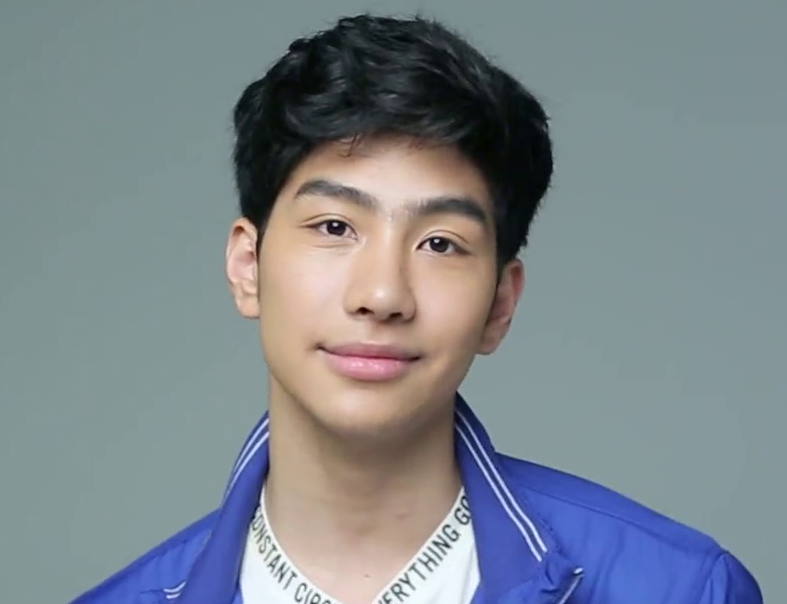
Tanutchai Wijitwongthong
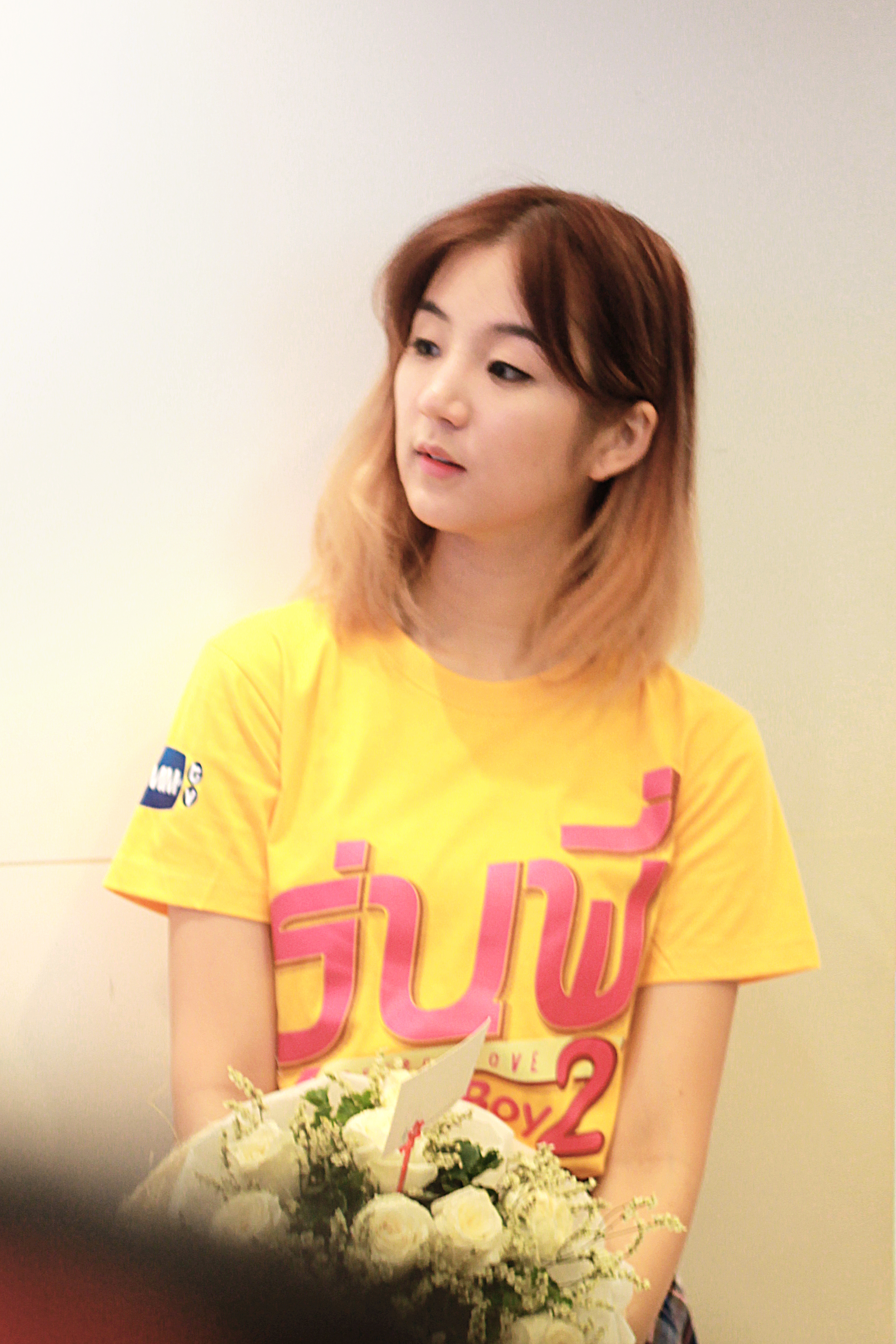
Kanyawee Songmuang
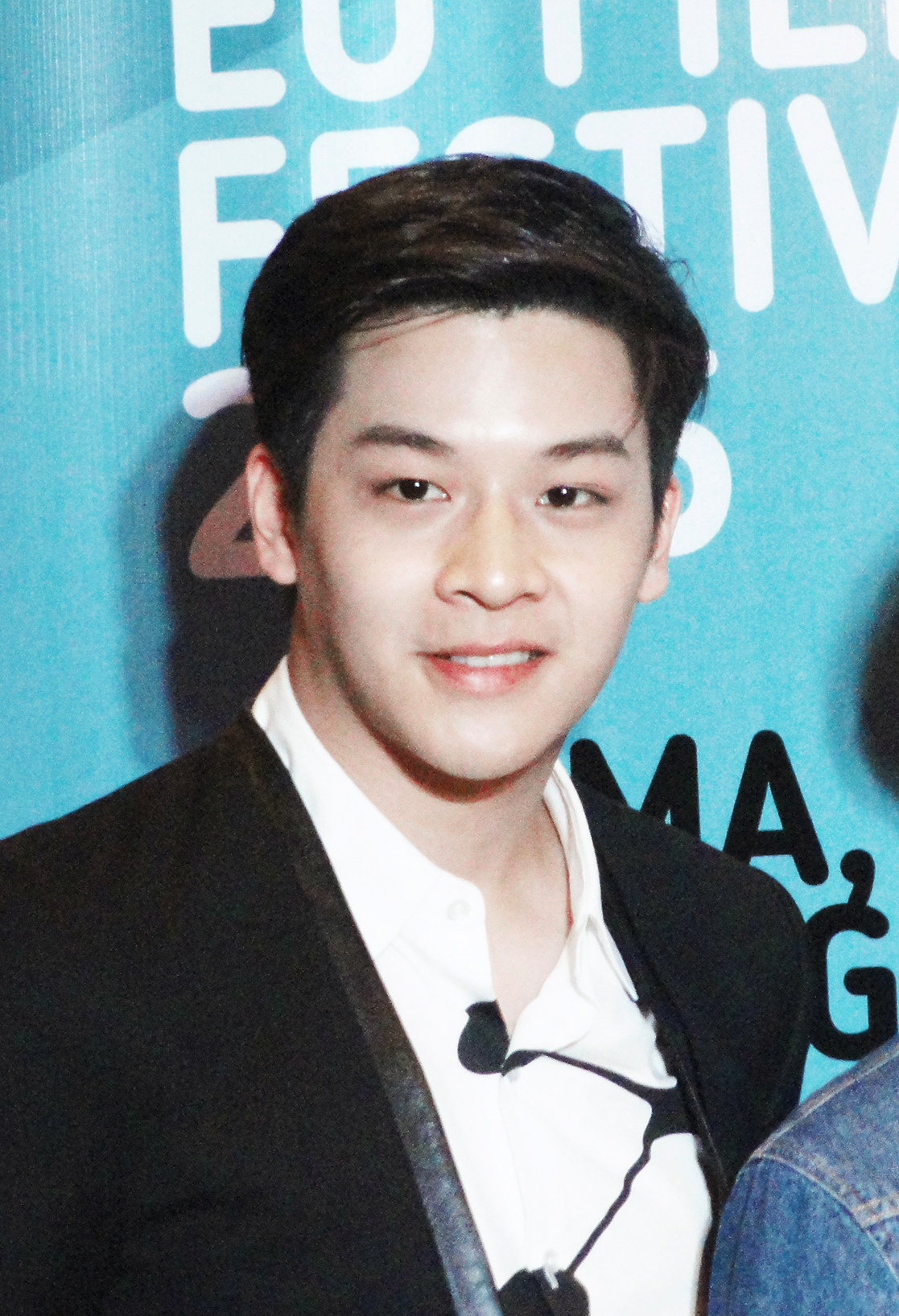
Chutavuth Pattarakampol
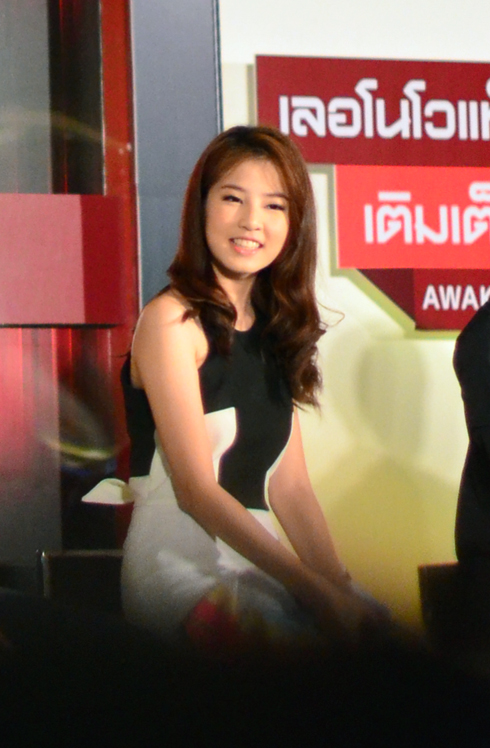
Sananthachat Thanapatpisal
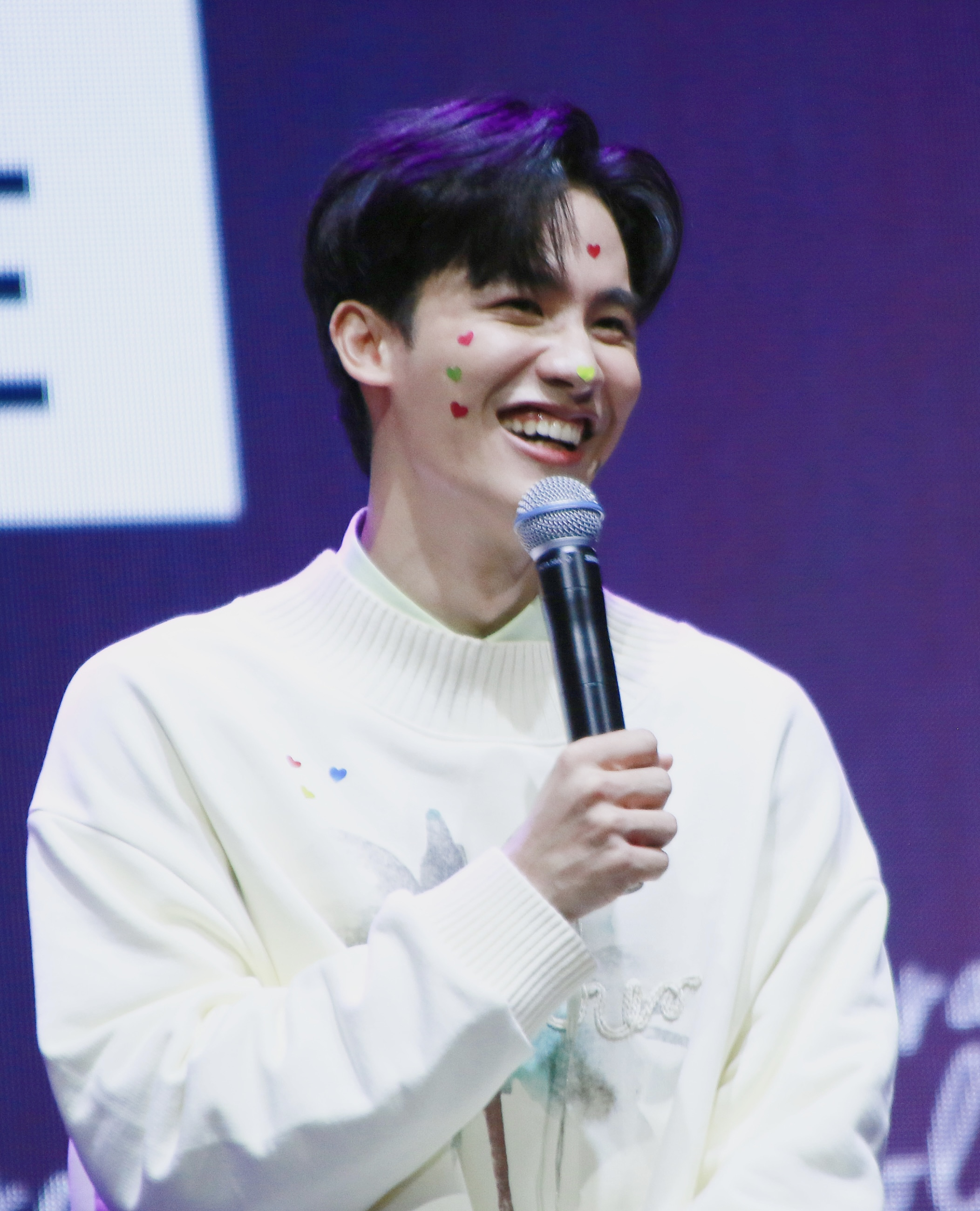
Tawan Vihokratana
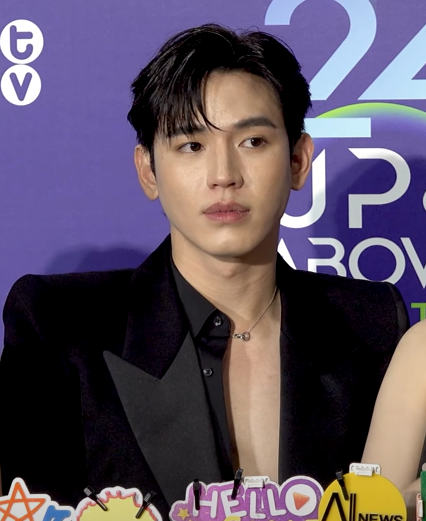
Thitipoom Techaapaikhun

### Ricorrenti
- Na, interpretato da Sattaphong Phiangphor "Tao".
- Sanrak, interpretata da Worranit Thawornwong "Mook".
- Tada, interpretato da Jirakit Thawornwong "Mek".
- Sandee, interpretata da Lapassalan Jiravechsoontornkul "Mild".
- Sinee, interpretata da Alice Tsoi.
- Wayu, interpretato da Chanagun Arpornsutinan "Gunsmile".
- June, interpretato da Nachat Juntapun "Nicky".
- Pat, interpretato da Phurikulkrit Chusakdiskulwibul "Amp".
- Rain, interpretato da Pluem Pongpisal.
- Win, interpretato da Thanaboon Wanlopsirinun "Na".
- Prise, interpretato da Krittanai Arsalprakit "Nammon".
- Angie, interpretata da Kaimook Apasiri.
- Mint, interpretata da Jamie Juthapich.
- Chacha, interpretato da Pop Khamgasem.

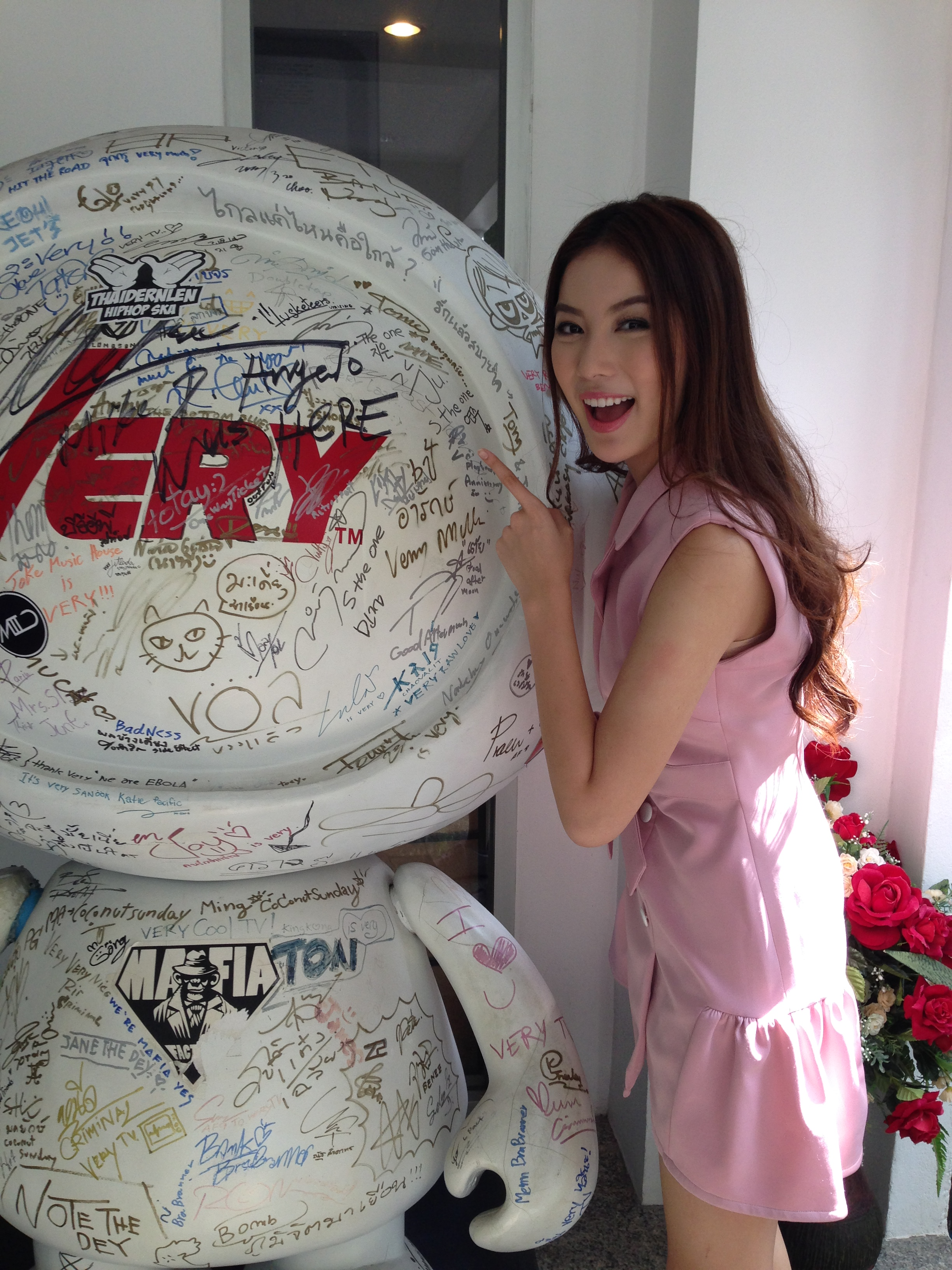
Worranit Thawornwong
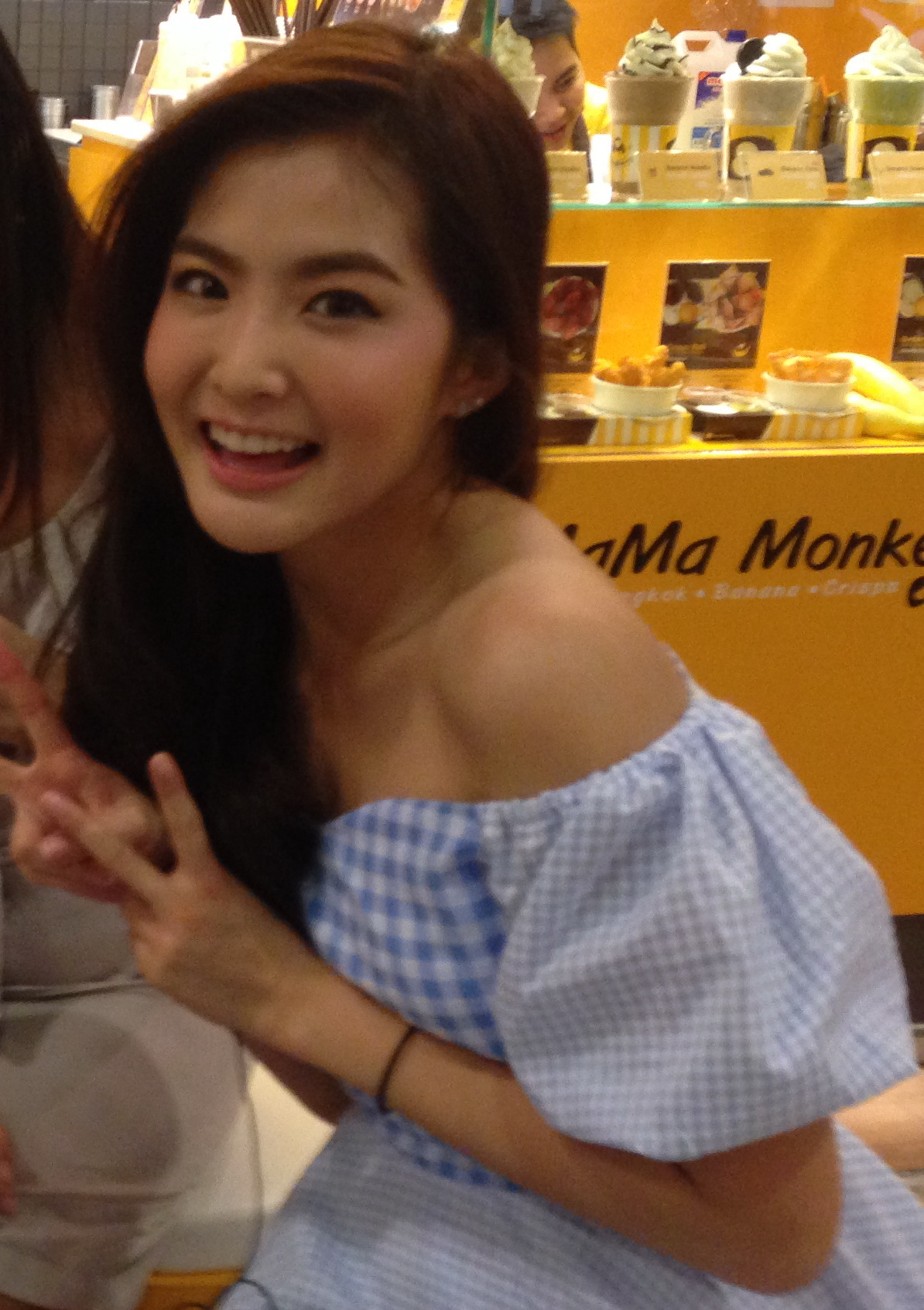
Lapassalan Jiravechsoontornkul
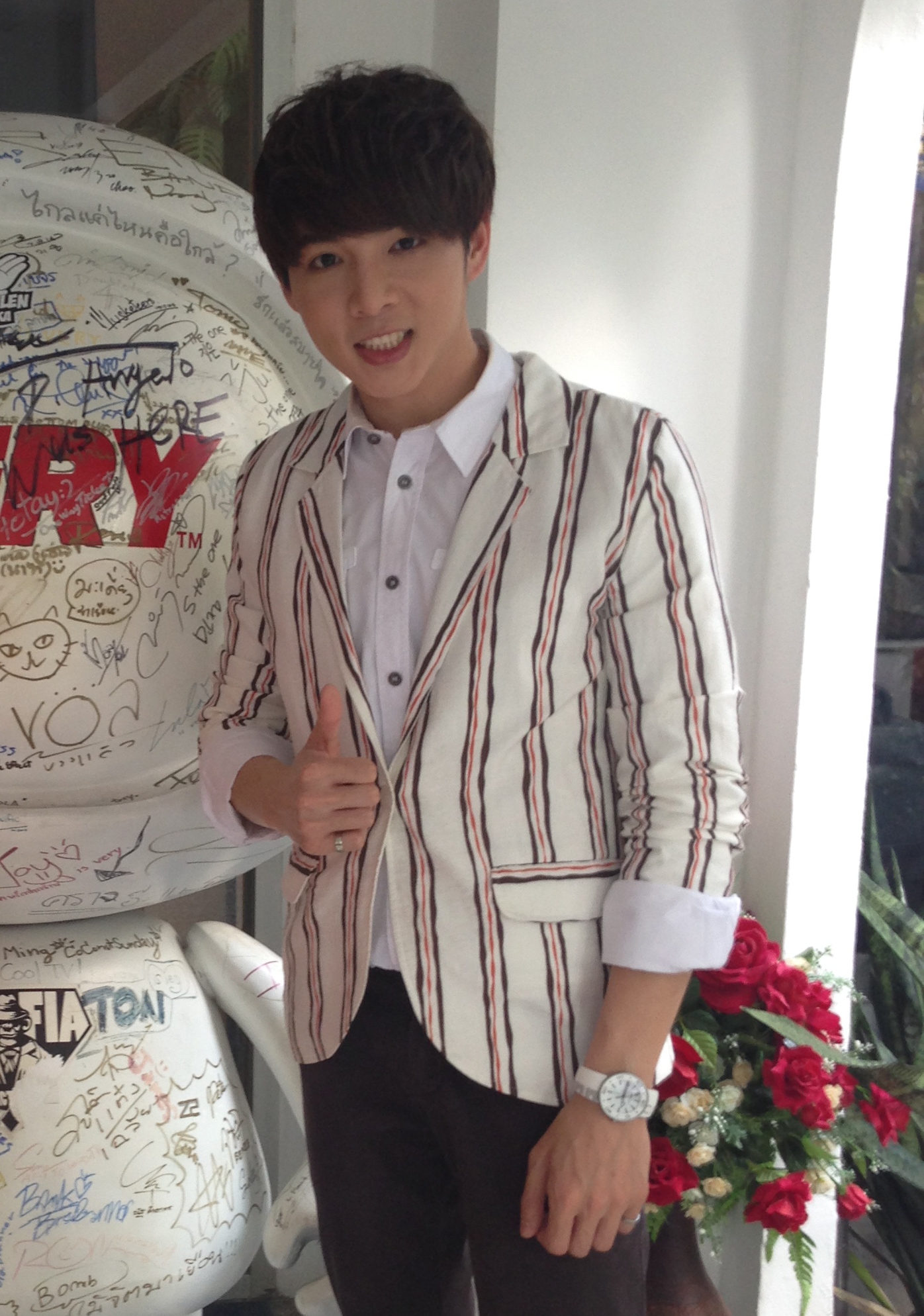
Phurikulkrit Chusakdiskulwibul
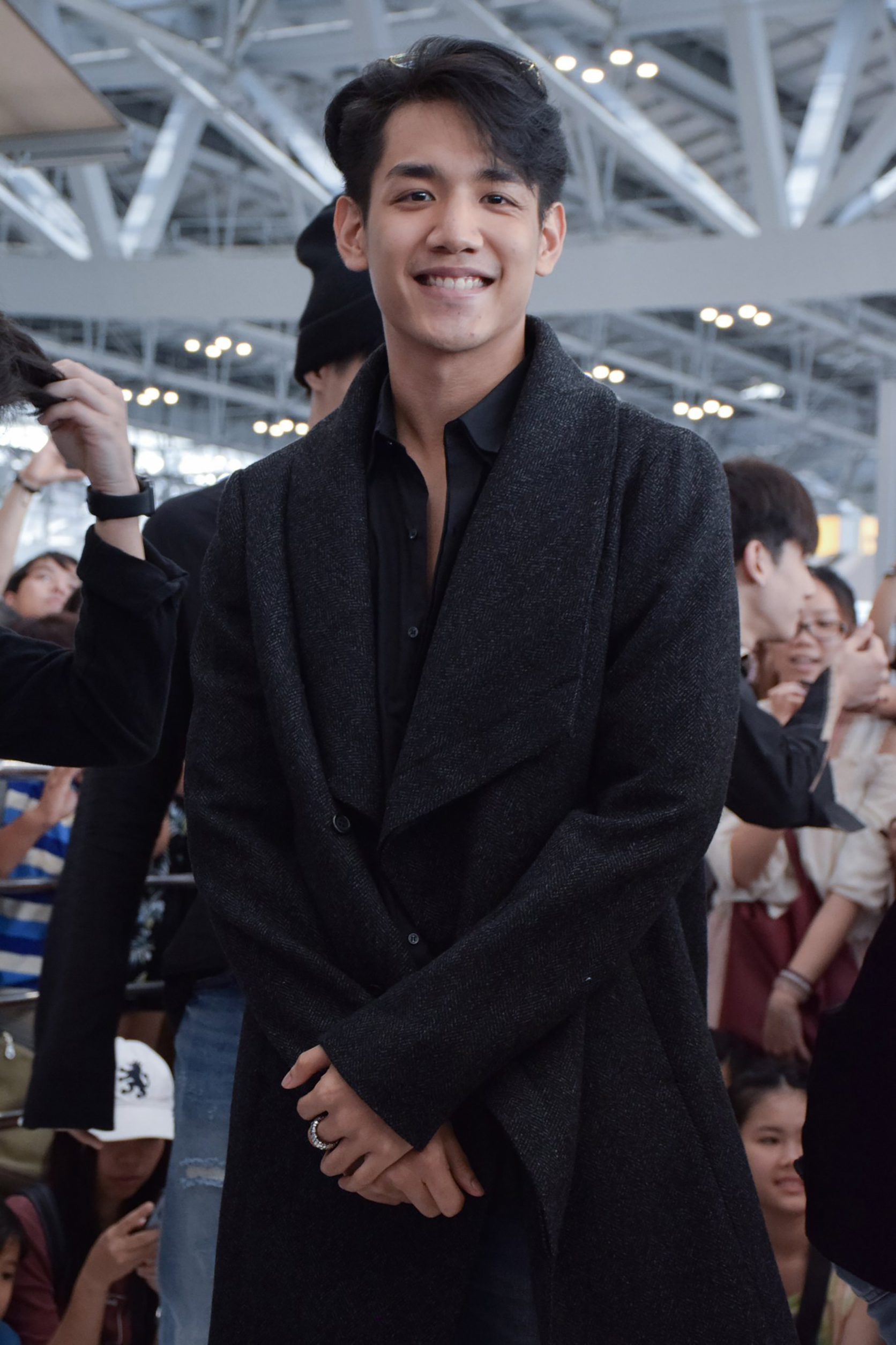
Krittanai Arsalprakit

## Episodi
| Stagione       | Episodi | Prima TV |
| -------------- | ------- | -------- |
| Prima stagione | 14      | 2018     |

## Colonna sonora
- Sarunchana Apisamaimongkol - Hai mun na Kiss noy[4]
- Chatchawit Techarukpong - Tit jai[5]

## Spin-off
La coppia formata da Pete e Kao ha lei dedicato il 4º episodio della miniserie Our Skyy.